# Alsóság
Alsóság ma Celldömölk városrésze, 1950 előtt önálló község volt Vas vármegye Celldömölki járásában.

## Fekvése
A Marcal-medencei települést észak felől Celldömölk, keletről a Székesfehérvár–Szombathely-vasútvonal, délről Izsákfa, nyugatról a Ság-hegy határolja. A falu főutcája a 8429-es út, Kemeneskápolnával a 8433-as út köti össze.

## Története
Egy 1272-ben említik Sag néven, három év múlva már két faluról, Nagyság és Általság neveken jegyeztek. Az oklevelek később már csak egy, Ság nevű falut említenek.
1558-tól a 19. századig mezővárosi rangja volt.
A falu életét, gazdálkodását meghatározta a határában emelkedő hegy, a szőlőművelés. 1910-től 1958-ig bazaltbánya működött a hegyen, amelyhez a Celldömölk vasútállomástól a hegy lábáig iparvágány, onnan a hegy oldalán a hegytetőig siklóvasút, a tetőn a bányáig pedig kisvasút épült.
1891-ben a hat alkalommal mérte a gravitáció mértékét torziós ingájával báró Eötvös Loránd Tangl Károllyal, Kövesligethy Radóval és Bodola Lajossal. Ezt megörökítette Antal Károly szobrászművész a hegyen felállított emlékművén.

## Nevezetes lakosok
- Itt hunyt el Kresznerics Ferenc esperes-plébános

## Látnivalók
- evangélikus templom[1]
- Szent Miklós tiszteletére szentelt plébániatemplom[2]
- Sághegyi Múzeum
- Sághegyi Tájvédelmi Körzet
- Trianoni emlékmű (1934)

## Galéria

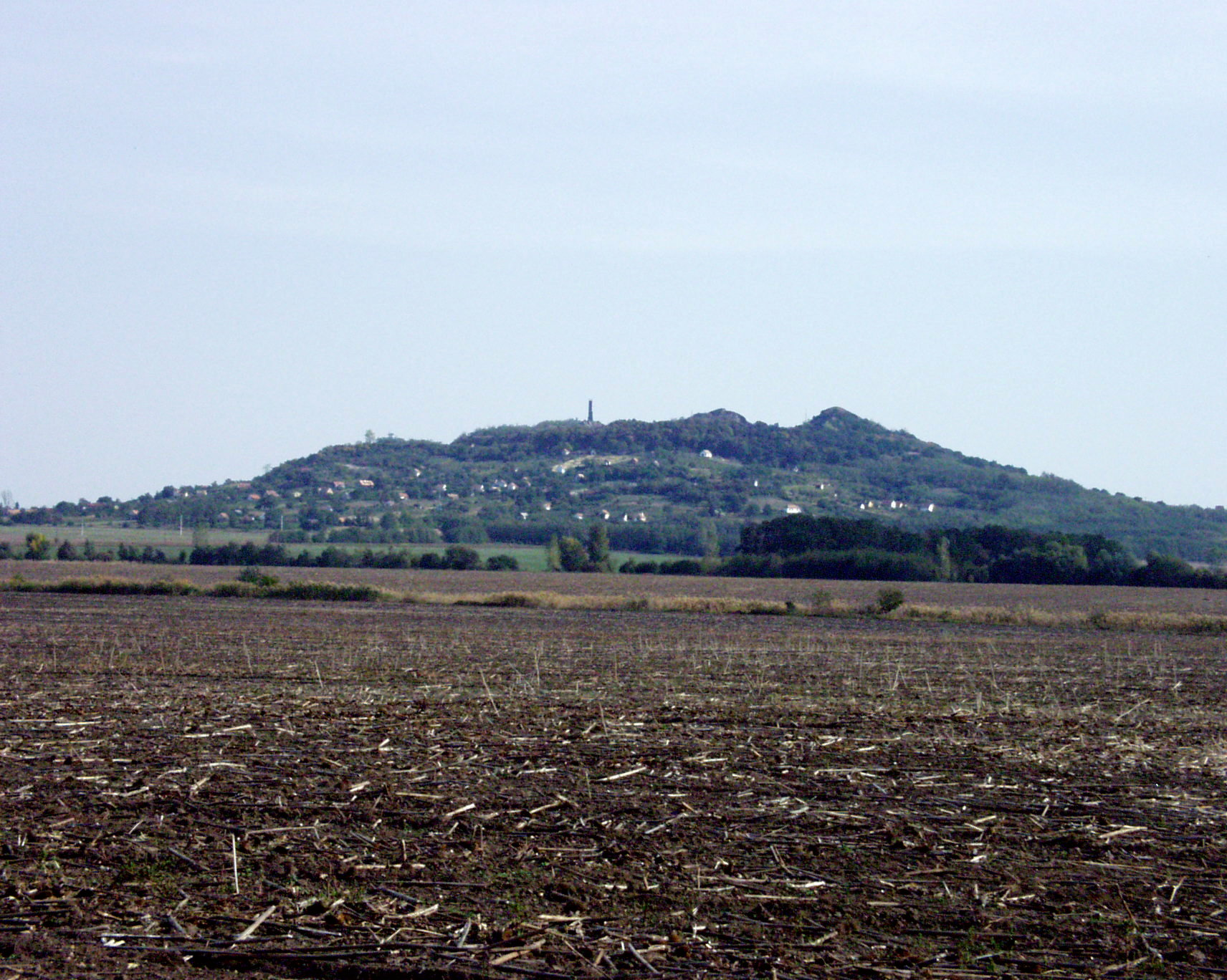
A Ság hegy
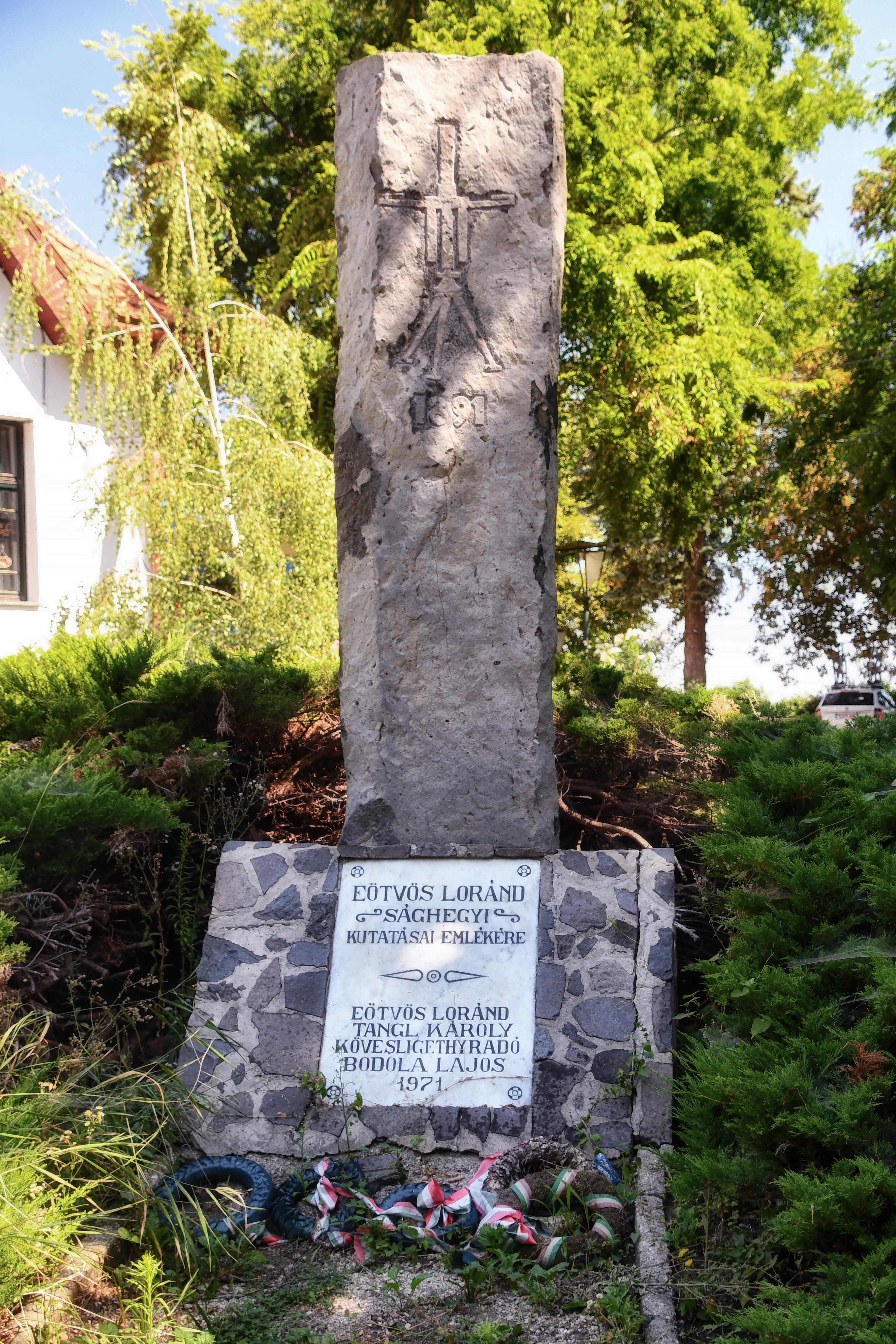
Az Eötvös-emlékoszlop a Ság hegyen
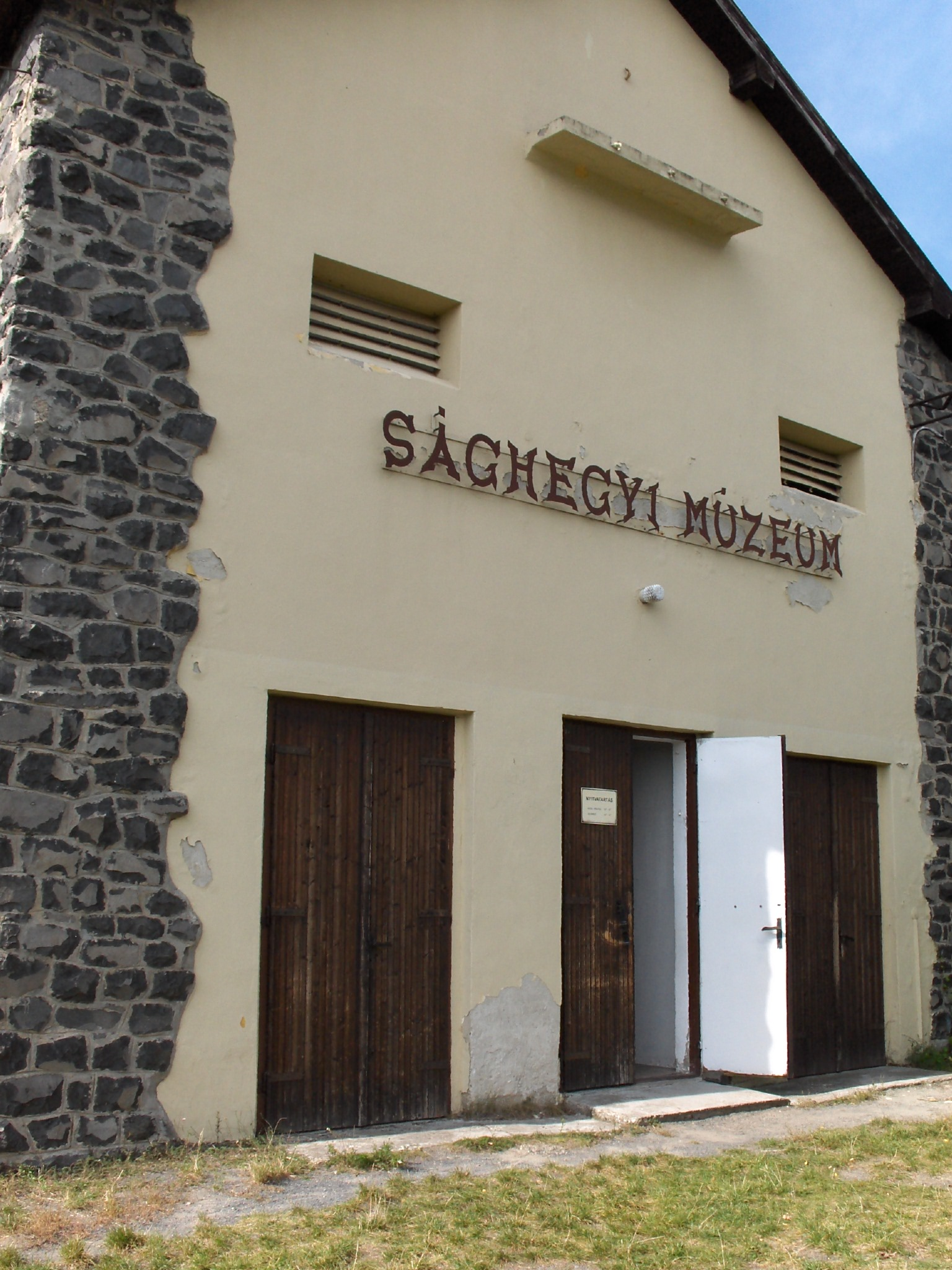
Sághegyi Múzeum
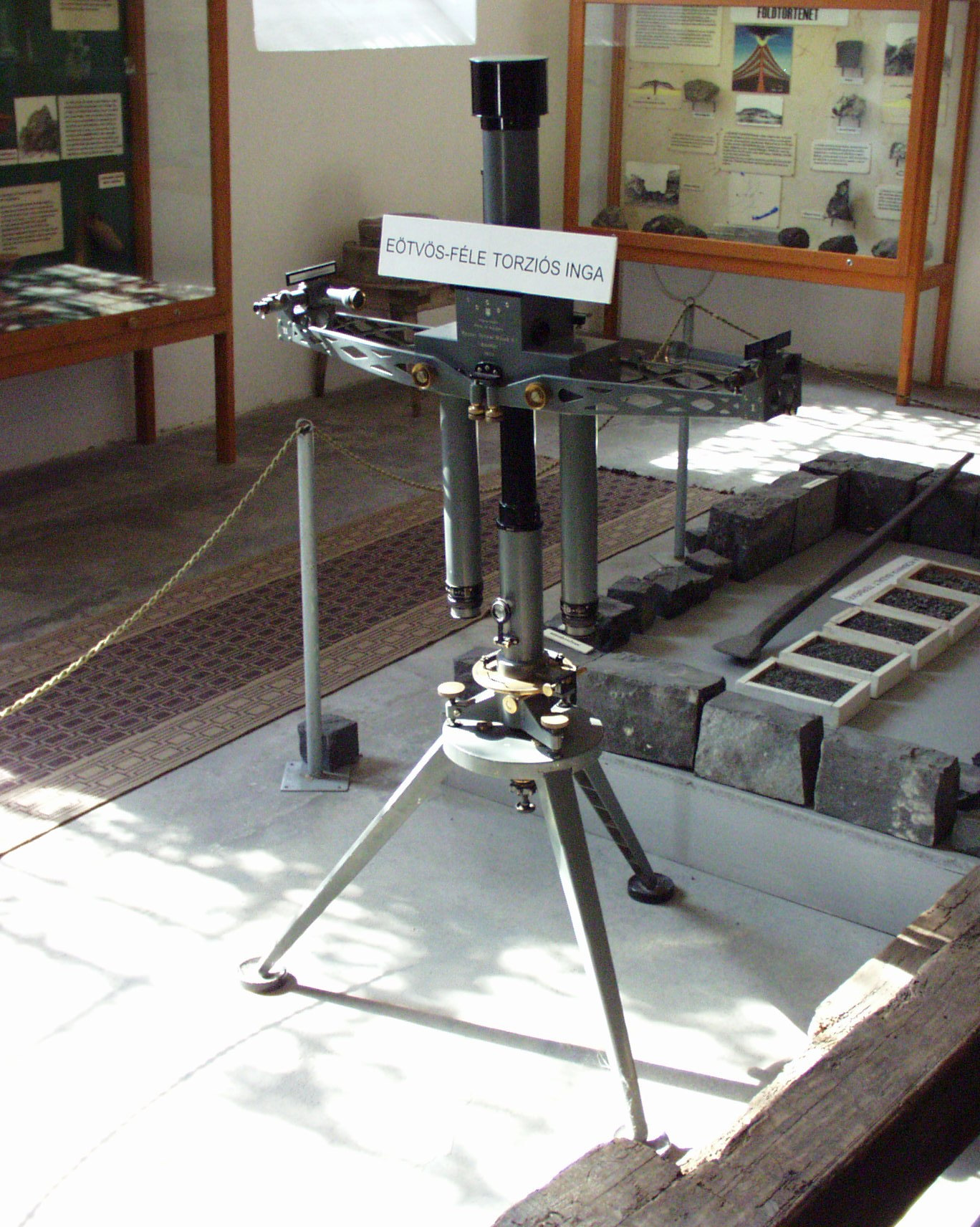
Eötvös-inga a Sághegyi Múzeumban
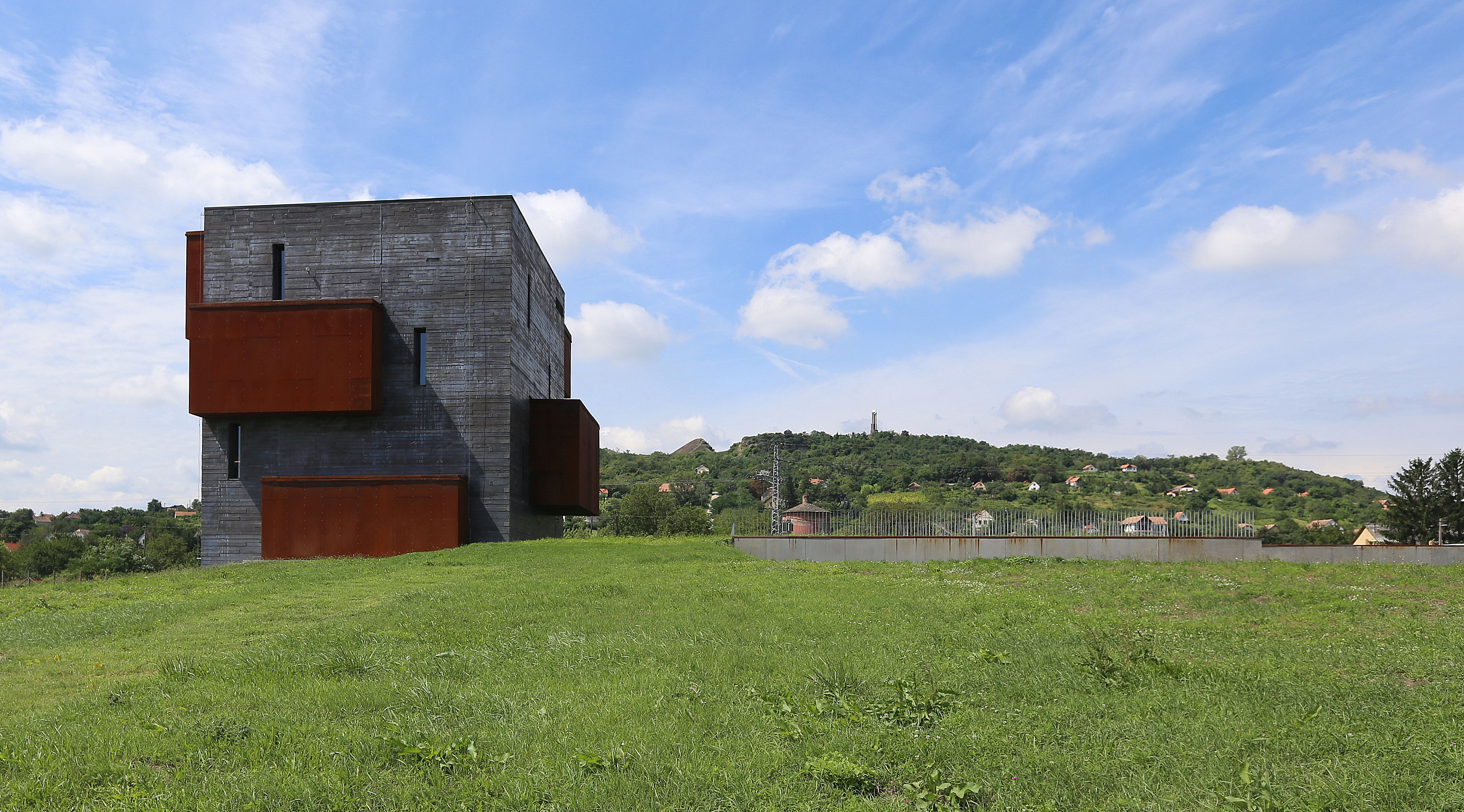
Kemenes Vulkán Park a Ság hegy lábánál